# Cerapachys cohici
Cerapachys cohici é uma espécie de formiga do gênero Cerapachys.